# Crache ton venin
Albums de Téléphone
Téléphone
(1977) Au cœur de la nuit
(1980)
Singles
1. La Bombe humaine
Sortie : 1979
2. Un peu de ton amour / Fait divers
Sortie : 1979
3. J'sais pas quoi faire / La Bombe humaine
Sortie : 1980

Crache ton venin est le deuxième album studio du groupe Téléphone sorti le 2 avril 1979. Porté par le single La Bombe humaine, il consacre Téléphone comme le groupe de rock français le plus populaire et médiatisé de cette période, obtenant un disque de platine.

## Historique
L'album est produit par l'Anglais Martin Rushent, producteur des premiers albums des Stranglers et des Buzzcocks, et est enregistré en un mois, en janvier et février 1979, principalement aux studios Red Bus de Londres.
Dans l'album, le groupe aborde des thèmes de société comme la révolte et les conflits familiaux des adolescents (Fait divers, J'suis parti de chez mes parents) à travers des textes se voulant très réalistes. La Bombe humaine, chanson la plus connue de l'album, était à l'origine une nouvelle de science-fiction écrite par Jean-Louis Aubert où des hommes avaient un H tatoué dans le dos, à la fois appareillage technologique et symbole de leur statut social, le H évoquant la Bombe H mais en remplaçant hydrogène par humaine. Il a ensuite réduit la taille de la nouvelle pour arriver au texte de la chanson. Le refrain de la chanson J'sais pas quoi faire, « Qu'est-ce que je peux faire, J'sais pas quoi faire », est tiré d'une réplique d'Anna Karina dans le film Pierrot le Fou (1965).
La pochette a été conçue par Jean-Baptiste Mondino, plus tard auteur du clip d'Un autre monde. Sur le premier tirage, le recto est une photo des quatre membres du groupe debout et nus — les trois hommes cachent leur sexe en croisant les jambes. Leurs vêtements sont imprimés sur un calque coulissant.
Alors que les compositions de l'album précédent étaient créditées à Jean-Louis Aubert — sauf le titre Flipper —, la composition est maintenant créditée à l'ensemble du groupe, garantissant à chacun une part des droits d'auteur.

## Tournée
En février-mars 1979, le groupe teste ses nouveaux titres en Angleterre en assurant la première partie de la tournée de Steve Hillage. D'avril à juin, le groupe fait une tournée française triomphale qui s'achève avec deux concerts au Palais des sports de Paris, filmés par Jean-Marie Périer pour le documentaire Téléphone Public, présenté au festival de Cannes l'année suivante. Le 8 septembre, les membres du groupe arrivent sur la scène centrale de la fête de l'Humanité en portant des masques de Jacques Chirac, Valéry Giscard d'Estaing, Georges Marchais et François Mitterrand mais les enlèvent vite en raison de la réaction hostile d'une partie de la foule. En janvier 1980, le groupe fait une tournée en Italie. En mars, le groupe joue quelques concerts au Canada et fait une mini-tournée des clubs new-yorkais.

## Accueil
| Pays   | Ventes    | Certification | Date |
| ------ | --------- | ------------- | ---- |
| France | 450 000 + | Platine       | 1980 |

Crache ton venin s'est vendu à plus de 450 000 exemplaires et est certifié disque de platine.
Selon l'édition française du magazine Rolling Stone, Crache ton venin est, en 2010, le 17e meilleur album de rock français. Pour Paula Haddad, de Music Story, qui lui donne 4,5 étoiles sur 5, « le groupe enchaîne les morceaux musclés et jouissifs ». Elle met en avant la « boule d'énergie » qu'est Crache ton venin, la « sensualité funky-rock » de Un peu de ton amour, le « pur moment de plaisir » de Ne me regarde pas et « l'hymne incontournable » qu'est La Bombe humaine.

## Liste des chansons
Toutes les paroles sont écrites par Jean-Louis Aubert, toute la musique est composée par Téléphone, sauf indication contraire.
| No | Titre                            | Auteur                                            | Durée |
| -- | -------------------------------- | ------------------------------------------------- | ----- |
| 1. | Crache ton venin                 |                                                   | 4:57  |
| 2. | Fait divers                      |                                                   | 3:17  |
| 3. | J'suis parti de chez mes parents | Aubertignac (Jean-Louis Aubert / Louis Bertignac) | 2:42  |
| 4. | Facile                           |                                                   | 3:12  |
| 5. | La Bombe humaine                 |                                                   | 4:13  |
| 6. | J'sais pas quoi faire            |                                                   | 3:36  |
| 7. | Ne me regarde pas / Regarde-moi  | Aubertignac / Regarde-moi par Richard Kolinka     | 5:34  |
| 8. | Un peu de ton amour              |                                                   | 2:40  |
| 9. | Tu vas me manquer                | Aubertignac                                       | 5:40  |

## Crédits

### Téléphone
- Jean-Louis Aubert : chant, guitare rythmique
- Louis Bertignac : guitare solo, chœurs, chant sur Ne me regarde pas et La Bombe humaine
- Corine Marienneau : basse, chœurs, chant sur Ne me regarde pas
- Richard Kolinka : batterie, percussions, chant sur Regarde-moi

### Équipe technique
- Martin Rushent : production
- François Ravard : manager
- Dominique « Cow-Boy » Forestier : ingénieur du son